# Taklub
Pour plus de détails, voir Fiche technique et Distribution.
Taklub est un film dramatique philippin réalisé par Brillante Mendoza et sorti en 2015.

## Distribution
- Nora Aunor : Bebeth
- Julio Diaz : Larry
- Aaron Rivera : Erwin
- Romalito Mallari : Marlon
- Shine Santos : Angela
- Lou Veloso : Renato
- Ruby Ruiz : Kagawad Duke
- Soliman Cruz :
- Glenda Kennedy : Tzu Chi Foundation Representative
- John Rendez :